# Enrico Theodoli
Enrico Theodoli (Roma, 5 febbraio 1920 – Dibra, 9 aprile 1941) è stato un militare e aviatore italiano, decorato con una Medaglia d'oro al valor militare alla memoria durante il corso della seconda guerra mondiale.

## Biografia
Nacque a Roma il 5 febbraio 1920, all'interno di una famiglia di nobili origini. Mentre frequentava la facoltà di ingegneria dell'università si arruolò volontario nel Regio Esercito, assegnato come allievo ufficiale di complemento alla Scuola di fanteria di Lucca.  Promosso sottotenente alla fine del 1939 fu assegnato in servizio all'11º Reggimento della 3ª Divisione fanteria "Ravenna". All'atto dell'entrata in guerra del Regno d'Italia, il 10 giugno 1940, fu richiamato in servizio attivo e il 19 dello stesso mese raggiunse il suo reggimento in Val Roia partecipando ai combattimenti fronte occidentale come capo pattuglia osservazione e collegamento. Dopo la fine delle operazioni militari contro la Francia rientrò in sede, e venne ammesso a frequentare il 30º Corso di osservazione aerea presso l'aeroporto di Cerveteri. Dopo aver conseguito il relativo brevetto nel febbraio 1941 fu assegnato in servizio presso la 25ª Squadriglia del 70º Gruppo Autonomo Osservazione Aerea equipaggiata con i ricognitori IMAM Ro.37 Lince. Nell'aprile dello stesso anno partecipò all'invasione della Jugoslavia cadendo in combattimento sul cielo di Dibra il 9 dello stesso mese insieme al pilota, maresciallo Francesco Lojacono. Per il coraggio dimostrato in questo frangente entrambi gli aviatori vennero decorati con la Medaglia d'oro al valor militare alla memoria. Una via di Roma porta il suo nome.

### Fonti
1. 1 2  Ufficio Storico dell'Aeronautica Militare 1969, p. 269.
2. 1 2 3 4 5  Combattenti Liberazione.
3. ↑  Brotzu, Caso, Cosolo 1972, p. 16.
4. 1 2  Quirinale, sito istituzionale, voce Onorificenze, dettagli decorato
5. ↑  Bollettino Ufficiale 1941, disp.45, pag.2078 e disp.52, pag.2251.